# 보일의 온도
보일의 온도에 대해 설명한다.
실제기체는 입자들 간의 인력과 입자 자체가 가진 부피로 인해 이상 기체 법칙을 만족 못하여 실제 기체에 대해서 반데르발스 상태 방정식을 적용하는데 이 상태 방정식을 통해 입자들간의 인력과 그 입자 자체의 부피를 보정해준다. 실제 기체가 이상 기체처럼 행동할 때 압축인자 Z=PV/nRT 가 1에 가까워진다. 이 때의 온도를 보일의 온도라고 한다. 보일의 온도는 Tb = a/Rb이다. a와 b는 반데르발스 상수들이다.

## 식 유도
반데르발스 상태 방정식에 의해
```
 Z= PV/nRT = V/(V-nb) - an/RTV 
  = 1/(1-bn/V) - an/RTV 
  = 1+ (bn/V) -an/RTV + (bn/V)^2 + (bn/V)^3 + ... + (bn/V)^N +... +

```

여기서 뒷 부분 bn/V)의 제곱항들은 매우 작은 수이기 때문에 무시하고 (bn/V) -an/RTV 이 부분이 0이 된다면 압축인자 Z가 1에 가까워 진다.
(bn/V) -an/RTV = 0 이 될때의 온도는 Tb = a/Rb이다.

## 참고 문헌
- 《Principles Modern Chemistry 6E/Oxtoby, Gillis, Campion》. ISBN 978-89-92603-08-9.